# Gejza Fritz
Gejza Fritz (19. září 1880 Solivar – 20. února 1957 tamtéž) byl československý politik, meziválečný poslanec a senátor Národního shromáždění za Hlinkovu slovenskou ľudovou stranu a ministr slovenských vlád.

## Životopis
V parlamentních volbách v roce 1925 získal poslanecké křeslo v Národním shromáždění. Mandát obhájil v parlamentních volbách v roce 1929. Podle údajů k roku 1930 byl profesí tabulární soudce v Solivaru.
V parlamentních volbách v roce 1935 získal senátorské křeslo v Národním shromáždění. V senátu setrval do jeho zrušení v roce 1939.
V prosinci 1938 byl rovněž zvolen ve volbách do Sněmu Slovenskej krajiny. V roce 1939 se stal ministrem pravosudí (spravedlnosti) Slovenska v autonomní vládě Slovenska (vláda Karola Sidora). Politicky se pak angažoval v během Slovenského státu. Post ministra spravedlnosti držel v čtvrté vládě Jozefa Tisa a vládě Vojtecha Tuky v letech 1939–1944.

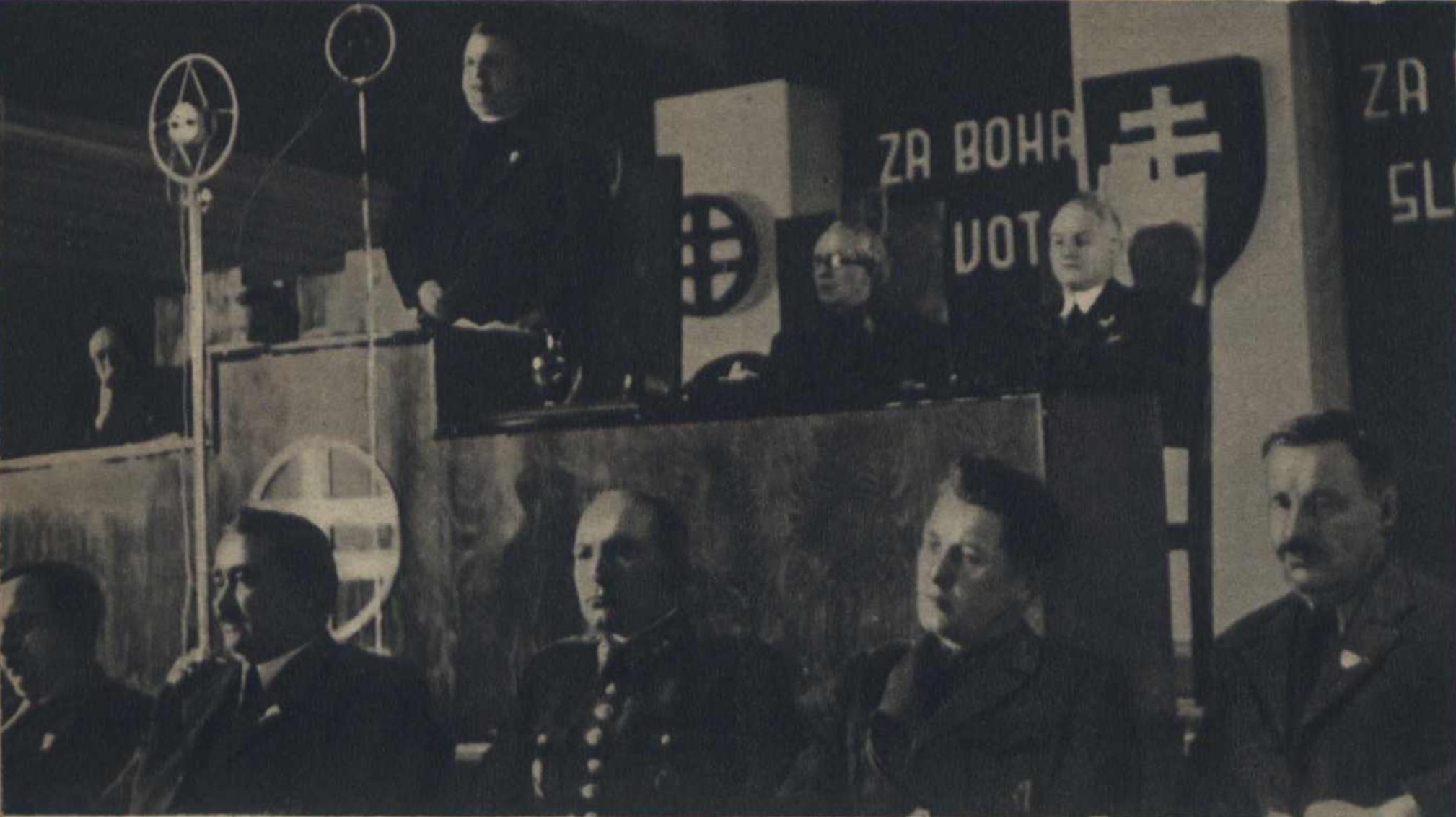
Gejza Fritz (sedící druhý zleva) na sněmu HSĽS v roce 1939.

Od roku 1940 působil současně i na druhé pozici, kdy se stal členem Státní rady, což byl mimo jiné poradní orgán prezidenta republiky. I díky stranické příslušnosti získal postupně obchodní podíly ve více podnicích. Je složité hodnotit jeho působení v pozici ministra spravedlnosti, protože hodnocení se odlišuje od historického období. Po únorovém puči čelil kritice a obviňování z podílu na fašizaci justice, ale po pádu komunismu v roce 1989 byl některými historiky hodnocen pozitivněji, když poukazovali naopak na jeho podíl na zachování částečné nezávislosti justice na režimu Slovenského státu, na mírnějším trestání odpůrců, za což měl být v roce 1944 ze své funkce odvolán.
Gejza Fritz udělil ministerskou výjimku svému bývalému kolegovi z dob působení v pozici soudního rádce v Nitře, který byl židovského původu, díky čemuž mohl opustit pracovní tábor (otec partyzána Otta Šimka). K jeho odvolání z funkce došlo 5. září 1944, kdy po vypuknutí Slovenského národního povstání fakticky skončila celá vláda Vojtěcha Tuku. Novým předsedou vlády se stal Štefan Tiso, který však současně převzal i vedení Ministerstva spravedlnosti Slovenské republiky. Tato okolnost se později ukázala pro Fritze jako výhoda, neboť nebyl členem vlády, která se podílela na potlačení povstání. 
Po skončení druhé světové války se musel jako bývalý člen vlády Slovenského státu zodpovídat před Národním soudem v Bratislavě. Právě během procesu se jeho konec ve vládě už na začátku povstání ukázal jako výhoda, když byl Fritz odsouzen na pouhé 2 roky odnětí svobody. Život dožil v rodném Solivaru, kde 20. února 1957 zemřel.